# Roy Brocksmith
Roy Brocksmith, né le 15 septembre 1945 à Quincy dans l'Illinois et mort le 16 décembre 2001, était un acteur américain.
Il est plus particulièrement connu pour son rôle du docteur Edgemar dans le film Total Recall.